# 7. december
7. december je 341. dan leta (342. v prestopnih letih) v gregorijanskem koledarju. Ostaja še 24 dni.

## Dogodki
- 1810 – generalni intendant Ilirskih provinc izda odlok o odpravi Kolegialnega kapitlja v Novem mestu
- 1912 – odkopan kip egipčanske kraljice Nefretete
- 1917 – ZDA napovejo vojno Avstro-Ogrski
- 1941:
  - Združeno kraljestvo napove vojno Finski, Madžarski in Romuniji
  - Japonska napade ameriško pomorsko oporišče Pearl Harbour; povod za vstop ZDA v 2. svetovno vojno
- 1965 – papež Pavel VI. in patriarh Atenagoras I. prekličeta vzajemno izobčenje obeh Cerkva
- 1983 – Charles Brooks je kot prvi obsojenec usmrčen z injekcijo
- 1988 – močan potres uniči armensko mesto Leninakan (današnji Gjumri) in zahteva 24.817 žrtev
- 2005 – Na Kanarskih otokih španske specialne enote aretirajo hrvaškega generala Ante Gotovino, obtoženega vojnih zločinov

## Rojstva
- 521 – Kolumba, irski misijonar († 597)
- 903 – Abdurahman ali Sufi, arabski astronom († 986)
- 1302 – Azzone Visconti, vladar Milana († 1339)
- 1598 – Gian Lorenzo Bernini, italijanski kipar, arhitekt († 1680)
- 1647 – Giovanni Ceva, italijanski matematik († 1734)
- 1791 – Franc Novak, slovenski ljudski zbiralec, pisatelj in duhovnik na Madžarskem († 1836)
- 1793 – Joseph Severn, angleški slikar († 1879)
- 1801 – Johann Nepomuk Nestroy, avstrijski dramatik († 1862)
- 1805 – Robert Houdin, francoski urar in čarovnik († 1971)
- 1810 – Theodor Schwann, nemški fiziolog († 1882)
- 1823 – Leopold Kronecker, nemški matematik, logik († 1891)
- 1860 – sir Joseph Cook, avstralski predsednik vlade († 1947)
- 1863 – Pietro Mascagni, italijanski skladatelj († 1945)
- 1872 – Johan Huizinga, nizozemski zgodovinar († 1945)
- 1883 – Sergej Ivanovič Beljavski, ruski astronom († 1953)
- 1889 – Gabriel Marcel, francoski dramatik, filozof († 1973)
- 1903 – Danilo Blanuša, hrvaški matematik, fizik, inženir († 1987)
- 1905 – Gerard Peter Kuiper, ameriški astronom nizozemskega rodu († 1973)
- 1913 – František Čap, češko-slovenski filmski režiser († 1972)
- 1914 – James Alfred Van Allen, ameriški fizik († 2006)
- 1916 – Katarina Vasiljevna Budanova, ruska častnica, pilotka vojaškega letala († 1943)
- 1924 – Jovanka Broz, žena Josipa Broza Tita, predsednika Jugoslavije († 2013)
- 1928 – Noam Chomsky, ameriški jezikoslovec, filozof, politični aktivist
- 1930 – Sergej Pahor, slovenski fizik
- 1956 – Larry Bird, ameriški košarkar
- 1972 – Hermann Maier, avstrijski alpski smučar
- 1980
  - Dan Bilzerian, ameriški igralec, poslovnež in ljubiteljski pokeraš
  - John Terry, angleški nogometaš
- 1984 – Robert Kubica, poljski voznik formule 1

## Smrti
- 43 pr. n. št. – Mark Tulij Cicero, rimski državnik, govornik (* 106 pr. n. št.)
- 1237- Abraham ben Majmon, egipčanski judovski teolog, rabin, filozof (* 1186)
- 1254 – papež Inocenc IV. (* 1195)
- 1279 – Boleslav V. Sramežljivi, poljski nadvojvoda (* 1226)
- 1295 – Gilbert de Clare, angleški plemič, 7. grof Gloucester, 6. grof Hertford, izobčenec (* 1243)
- 1326 – Gerold iz Friesacha, krški škof
- 1383 – Venčeslav I., luksemburški vojvoda (* 1337)
- 1495 – Gabriel Biel, nemški sholastični filozof in teolog (* 1420)
- 1694 – Tiberio Fiorillo, italijanski gledališki igralec (* 1608)
- 1817 – William Bligh, angleški admiral (* 1754)
- 1879 – Jón Sigurðsson, islandski državnik (* 1811)
- 1894 – Ferdinand de Lesseps, francoski diplomat, inženir (* 1805)
- 1906 – Élie Ducommun, švicarski mirovnik, novinar, nobelovec (* 1833)
- 1912 – sir George Howard Darwin, angleški astronom (* 1845)
- 1952 – Forest Ray Moulton, ameriški astronom (* 1872)
- 1960 – Jaap Kunst, nizozemski etnomuzikolog (* 1891)
- 1962 – Kirsten Flagstad, norveška sopranistka (* 1895)
- 1985 – Robert Graves, angleški pesnik, prevajalec in pisatelj (* 1895)
- 1993 – Wolfgang Paul, nemški fizik, nobelovec 1989 (* 1913)
- 2020:
  - Chuck Yeager, ameriški pilot (* 1922)
  - Akito Arima, japonski fizik (* 1939)

## Prazniki in obredi
- Armenija – dan spomina na potres

## Goduje
- sveti Ambrož